# Carvalhal (Barcelos)
Carvalhal is een plaats (freguesia) in de Portugese gemeente Barcelos en telt 1 614 inwoners (2001).